# Список колледжей и университетов Айовы
В список высших учебных заведений американского штата Айова включены государственные и частные колледжи и университеты с двухлетним и четырёхлетним сроком обучения.

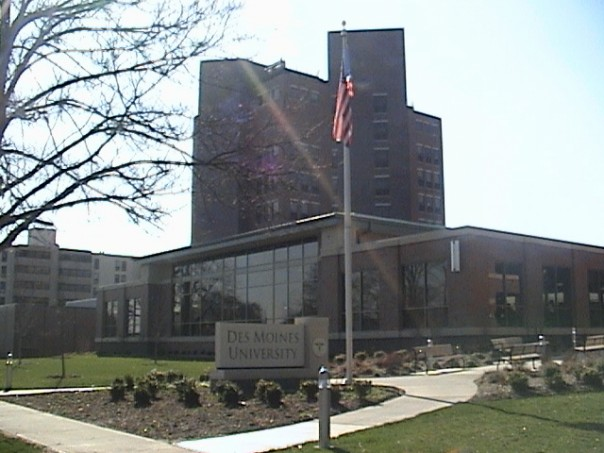
Университет Де-Мойна
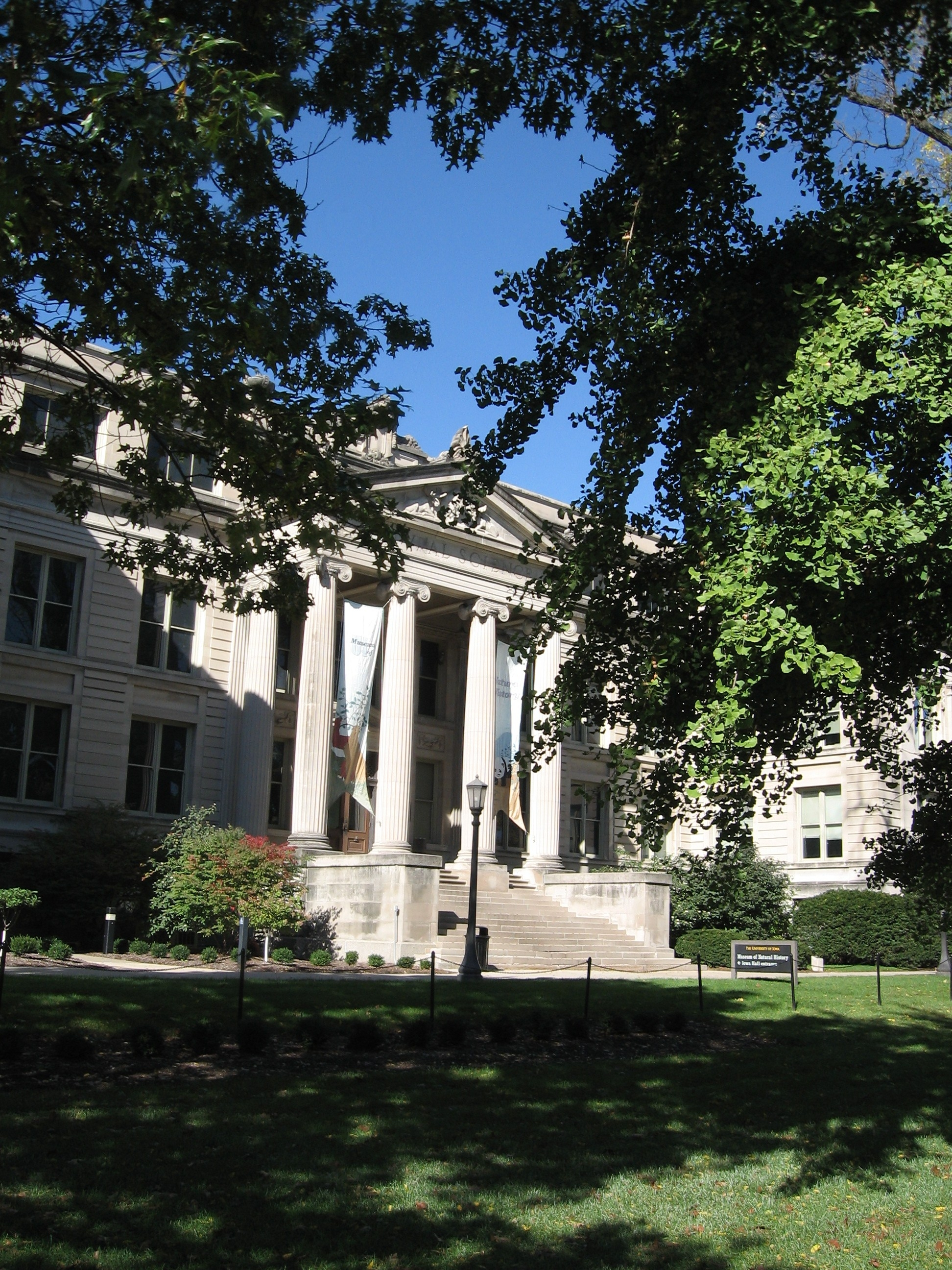
Музей естественной истории Университета Айовы
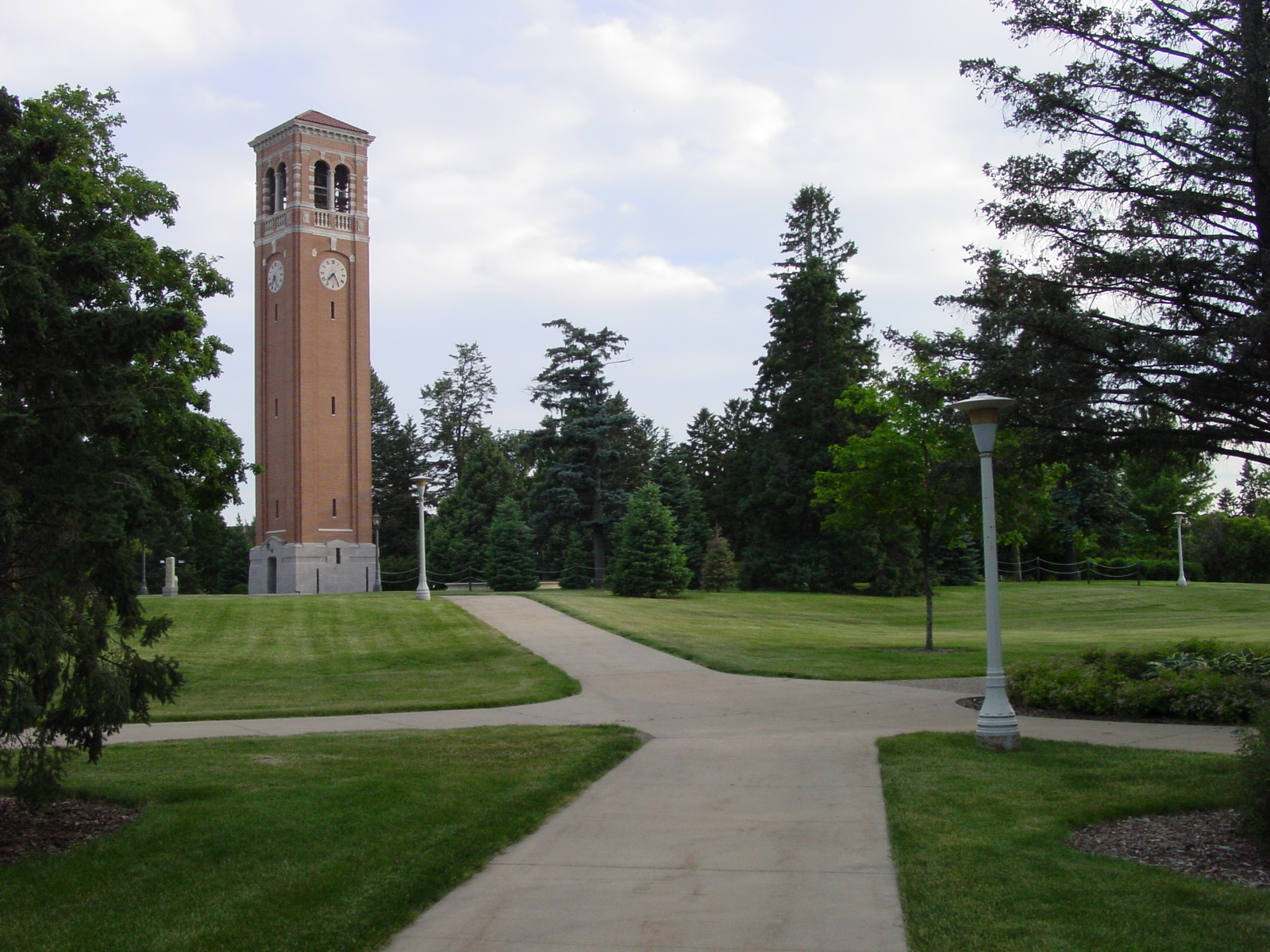
Кампанила - главная достопримечательность центрального кампуса, расположенная в Университете северной Айовы
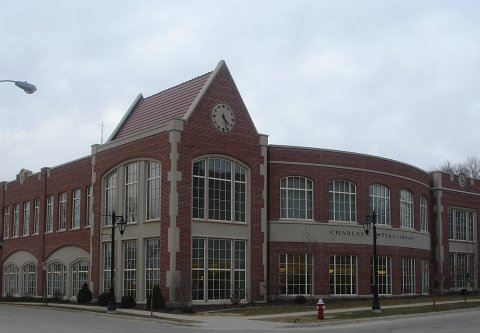
Библиотека Чарльза Майерса в Университете Дебьюка
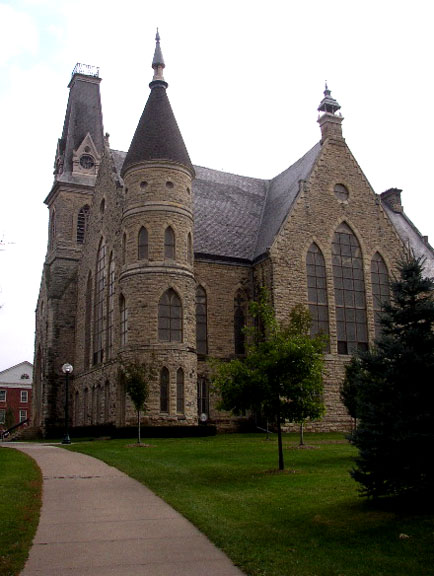
Королевская часовня Корнеллского колледжа

## Государственные колледжи и университеты
| Учебное заведение                                   | Город                      | Градация               | Количество студентов | Год основания | Прим. |
| --------------------------------------------------- | -------------------------- | ---------------------- | -------------------- | ------------- | ----- |
| Университет Айовы                                   | Айова-Сити                 | Докторский университет | 30 328               | 1847          |       |
| Университет северной Айовы                          | Сидар-Фоллз                | Магистерский колледж   | 13 080               | 1876          |       |
| Университет штата Айова                             | Эймс                       | Докторский университет | 29 887               | 1858          |       |
| Западный общественный колледж Айовы                 | Каунсил-Блафс              | Общественный колледж   | 5092                 | 1966          |       |
| Западный технологический общественный колледж Айовы | Су-Сити                    | Общественный колледж   | 6421                 |               |       |
| Илсвурдский общественный колледж                    | Айова-Фолс                 | Общественный колледж   |                      | 1890          |       |
| Кирквудский общественный колледж                    | Сидар-Рапидс               | Общественный колледж   |                      |               |       |
| Колледж бизнеса АИБ                                 | Де-Мойн                    | Общественный колледж   | 1000                 | 1921          |       |
| Маршаллтаунский общественный колледж                | Маршаллтаун                | Общественный колледж   |                      | 1927          |       |
| Мускейтинский общественный колледж                  | Мускейтин                  | Общественный колледж   | 1800                 | 1929          |       |
| Общественный колледж Индиан-Хиллс                   | Оттамуа, Сентервилл        | Общественный колледж   | 3800                 | 1966          |       |
| Общественный колледж Клинтона                       | Клинтон                    | Общественный колледж   | 1500                 | 1946          |       |
| Общественный колледж округа Де-Мойн                 | Де-Мойн (+ ещё 5 кампусов) | Общественный колледж   |                      |               |       |
| Общественный колледж округа Скотт                   | Беттендорф                 | Общественный колледж   | 4560                 | 1966          |       |
| Озёрный общественный колледж Айовы                  |                            | Общественный колледж   | 2346                 | 1924          |       |
| Северо-восточный общественный колледж Айовы         | Кэлма, Пьеста              | Общественный колледж   | 4786                 | 1966          |       |
| Северо-западный общественный колледж Айовы          | Шелдон                     | Общественный колледж   | 2000                 | 1966          |       |
| Центральный общественный колледж Айовы              | Форт-Додж                  | Общественный колледж   | 5001                 | 1966          |       |
| Юго-восточный общественный колледж Айовы            | Берлингтон, Киэкак         | Общественный колледж   |                      | 1967          |       |
| Юго-западный общественный колледж Айовы             | Крестон                    | Общественный колледж   | 1700                 | 1966          |       |
| Hawkeye Community College                           | Уотерлу                    | Общественный колледж   |                      | 1966          |       |
| North Iowa Area Community College                   | Мейсон-Сити                | Общественный колледж   | 1700                 | 1918          |       |

## Частные колледжи и университеты
| Учебное заведение                                       | Город                  | Градация                   | Количество зачисленных студентов (2021) | Год основания | Прим. |
| ------------------------------------------------------- | ---------------------- | -------------------------- | --------------------------------------- | ------------- | ----- |
| Колледж Аллена англ. Allen College                      | Уотерлу                | Профильное учреждение      | 552                                     | 1966          | [ 2 ] |
| Брайклифский университет англ. Briar Cliff University   | Су-Сити                | Докторский университет     | 1000                                    | 1930          | [ 3 ] |
| Университет Бьюны-Висты англ. Buena Vista University    | Сторм-Лейк             | Магистерский университет   | 1959                                    | 1891          | [ 4 ] |
| Центральный колледж англ. Central College               | Пелла                  | Бакалаврский колледж       | 1139                                    | 1853          | [ 5 ] |
| Университет Кларка англ. Clarke University              | Дебьюк                 | Докторский университет     | 888                                     | 1843          | [ 6 ] |
| Библейский колледж и духовная семинария Веры Крестителя | Анкини                 | Семинария                  | 330                                     | 1921          |       |
| Валдорфский колледж                                     | Форест-Сити            |                            | 580                                     | 1903          |       |
| Вартбургская теологическая семинария                    | Дебьюк                 | Лютеранская семинария      |                                         | 1854          |       |
| Грейслэндский университет                               | Ламони                 |                            | 2271                                    | 1895          |       |
| Каплановский университет                                | Давенпорт (гл. кампус) |                            | 66000                                   | 1937          |       |
| Колледж Божественного слова                             | Эпвурт                 |                            |                                         | 1931          |       |
| Махаришский университет менеджмента                     | Фэрфилд                |                            | 1180                                    | 1971          |       |
| Университет Верхней Айовы                               | Файетт                 |                            | 6158                                    | 1857          |       |
| Университет Де-Мойна                                    | Де-Мойн                |                            | 1700+                                   | 1898          |       |
| Университет Дебьюка                                     | Дебьюк                 |                            | 2013                                    | 1852          |       |
| Университет Дрейка                                      | Де-Мойн                |                            | 5211                                    | 1881          |       |
| Университет святого Амвросия                            | Давенпорт              |                            | 3393                                    | 1882          |       |
| Университет Уильяма Пенна                               | Оскалуса               |                            | 1650                                    | 1873          |       |
| Эммаусский библейский колледж                           | Дебьюк                 |                            | 300                                     | 1941          |       |
| Iowa Wesleyan College                                   | Маунт-Плезант          |                            | 850                                     | 1842          |       |
| Ашфордский университет                                  | Клинтон                | Колледж свободных искусств | 500                                     | 1918          |       |
| Вартбургский колледж                                    | Вейверли               | Колледж свободных искусств | 1775                                    | 1852          |       |
| Гриннеллский колледж                                    | Гриннелл               | Колледж свободных искусств | 1688                                    | 1846          |       |
| Дордрехтский колледж                                    | Су-Сентер              | Колледж свободных искусств | 1300                                    | 1955          |       |
| Колледж Коу                                             | Сидар-Рапидс           | Колледж свободных искусств | 1300                                    | 1851          |       |
| Колледж Лораса                                          | Дебьюк                 | Колледж свободных искусств | 1576                                    | 1839          |       |
| Корнеллский колледж                                     | Маунт-Вернон           | Колледж свободных искусств | 1197                                    | 1853          |       |
| Лютеранский колледж                                     | Декора                 | Колледж свободных искусств |                                         |               |       |
| Морнинсайдский колледж                                  | Су-Сити                | Колледж свободных искусств | 2000                                    | 1894          |       |
| Северо-западный колледж                                 | Оранж-Сити             | Колледж свободных искусств | 1206                                    | 1882          |       |
| Симпсоновский колледж                                   | Индианола              | Колледж свободных искусств | 1485                                    | 1860          |       |
| Университет Гранд-Вью                                   | Де-Мойн                | Колледж свободных искусств | 2100                                    | 1896          |       |
| Mount Mercy University                                  | Сидар-Рапидс           | Колледж свободных искусств | 1643                                    | 1928          |       |

## Несуществующие колледжи и университеты
| Учебное заведение                           | Город                | Градация                           | Год основания | Год закрытия |
| ------------------------------------------- | -------------------- | ---------------------------------- | ------------- | ------------ |
| Алгонский колледж                           | Алгона               |                                    | 1869          | 1875         |
| Веннардский колледж                         | Университетский Парк |                                    | 1951          | 2008         |
| Высший колледж Этамвы                       | Ottumwa              | Женский колледж свободных искусств | 1864          | 1980         |
| Колледж Де-Мойна                            | Де-Мойн              |                                    | 1865          | 1929         |
| Колледж Леандера Кларка                     | Шоевилл              |                                    | 1857          | 1919         |
| Колледж Чарльз-Сити                         | Чарльз-Сити          | Колледж свободных искусств         | 1967          | 1968         |
| Леноксский колледж                          | Хопкинтон            |                                    | 1859          | 1944         |
| Мэрикрестский интернациональный университет | Давенпорт            |                                    | 1939          | 2002         |
| Парсонский колледж                          | Фэрфилд              | Колледж свободных искусств         | 1875          | 1973         |
| Среднезападный колледж                      | Денисон              | Колледж свободных искусств         | 1965          | 1970         |
| Тейборский колледж                          | Тейбор               |                                    | 1853          | 1927         |
| Уэстмарский университет                     | Ле-Марс              | Колледж свободных искусств         | 1887          | 1997         |
| Sioux Empire College                        | Харден               |                                    |               | 1980         |